# Italia en los Juegos Olímpicos de Albertville 1992
Italia estuvo representada en los Juegos Olímpicos de Albertville 1992 por un total de 107 deportistas que compitieron en 11 deportes.  
El portador de la bandera en la ceremonia de apertura fue el esquiador alpino Alberto Tomba.

## Medallistas
El equipo olímpico italiano obtuvo las siguientes medallas:
| Nombre                                                             | Deporte        | Competición         |
| ------------------------------------------------------------------ | -------------- | ------------------- |
| Oro                                                                |                |                     |
| Alberto Tomba                                                      | Esquí alpino   | Eslalon gigante M   |
| Josef Polig                                                        | Esquí alpino   | Combinada M         |
| Deborah Compagnoni                                                 | Esquí alpino   | Supergigante F      |
| Stefania Belmondo                                                  | Esquí de fondo | 30 km F             |
| Plata                                                              |                |                     |
| Alberto Tomba                                                      | Esquí alpino   | Eslalon M           |
| Gianfranco Martin                                                  | Esquí alpino   | Combinada M         |
| Stefania Belmondo                                                  | Esquí de fondo | 10 km persecución F |
| Marco Albarello                                                    | Esquí de fondo | 10 km M             |
| Maurilio De Zolt                                                   | Esquí de fondo | 50 km M             |
| Giuseppe Puliè Marco Albarello Giorgio Vanzetta Silvio Fauner      | Esquí de fondo | 4 × 10 km M         |
| Bronce                                                             |                |                     |
| Giorgio Vanzetta                                                   | Esquí de fondo | 15 km M             |
| Giorgio Vanzetta                                                   | Esquí de fondo | 50 km M             |
| Bice Vanzetta Manuela Di Centa Gabriella Paruzzi Stefania Belmondo | Esquí de fondo | 4 × 5 km F          |
| Hansjörg Raffl Norbert Huber                                       | Luge           | Doble M             |